# Montagnes Vertes
« Green Mountains » redirige ici. Ne pas confondre avec Green Mountain.
Pour les articles homonymes, voir Montagne Verte (homonymie).
Les montagnes Vertes (en anglais : Green Mountains) sont une chaîne de montagnes située dans l'État du Vermont, aux États-Unis et dans la province de Québec, au Canada.

## Toponymie
L'origine du nom montagnes Vertes est incertaine, mais certaines vieilles légendes orales[Lesquelles ?] disent que les montagnes ont été appelées montagnes Vertes parce qu'elles étaient plus boisées que les montagnes Blanches de l'État du New Hampshire et que les Adirondacks de l'État de New York. D'autres légendes affirment que la prédominance de mica, de couleur verte, en serait la raison. Le 30 juillet 1609, Samuel de Champlain explorant le lac Champlain avec ses hommes, donne aux montagnes l'appellation des Verts Monts et il fait figurer le nom de Vert Mont (montagne verte) sur sa carte réalisée en 1647. L’appellation montagnes Vertes est aussi liée à l'histoire politique du Vermont : la république du Vermont, aussi connue sous le nom de Green Mountain Republic existait de 1777 à 1791 avant même de se joindre à l'Union (les 13 États fondateurs des États-Unis).

## Géographie

### Topographie

Vue panoramique du sommet du mont Mansfield.

Vue panoramique depuis le sommet du mont Mansfield sur The Chin.

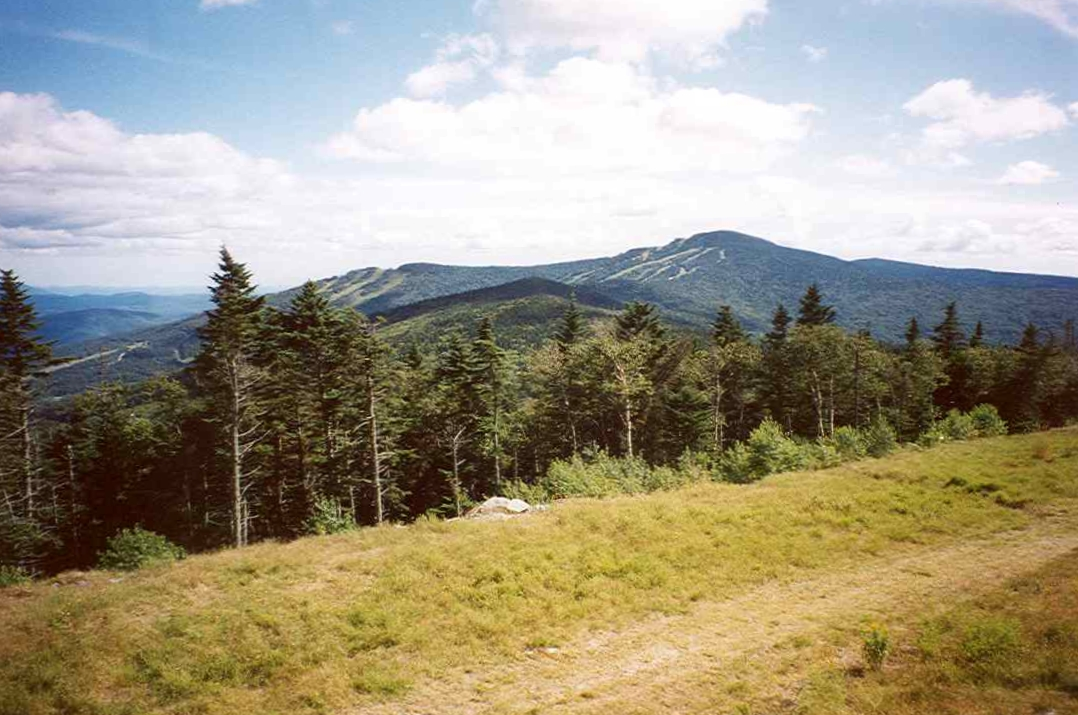
Vue du pic Killington depuis le pic Pico.

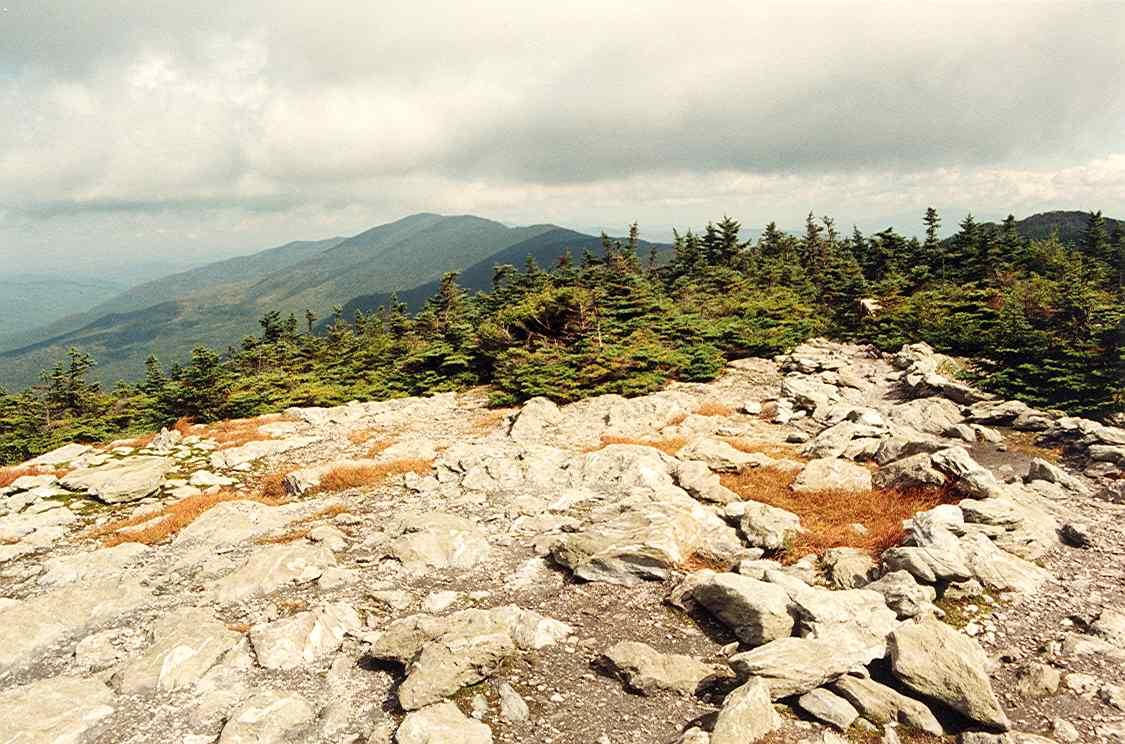
Vue du mont Ellen depuis le mont Abraham.

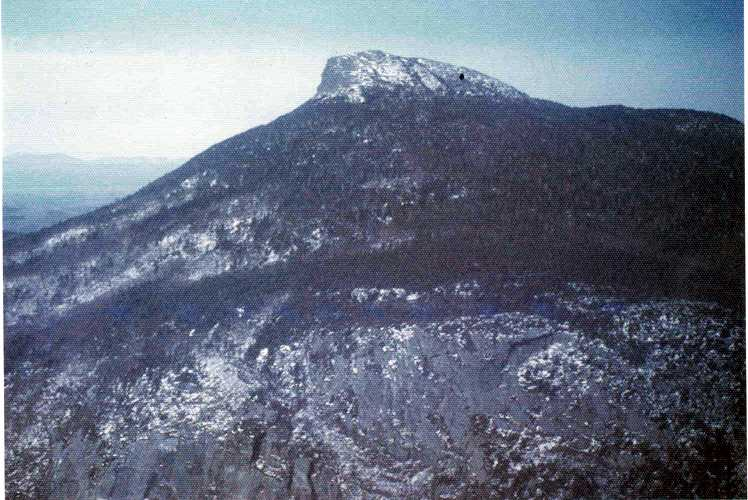
Vue du sommet de Camel's Hump depuis le sommet du mont Mansfield.

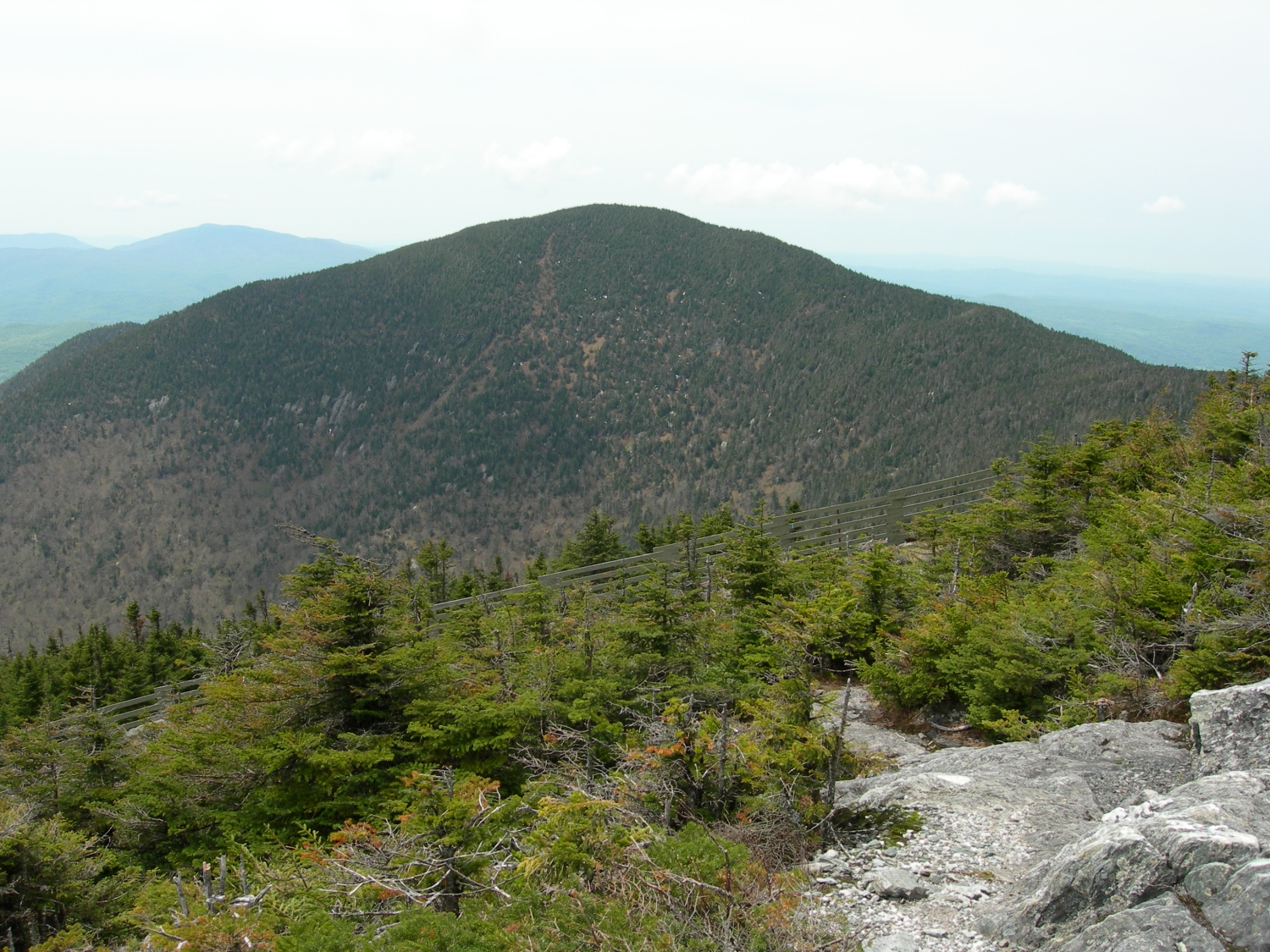
Vue de Big Jay depuis la Long Trail sur le pic Jay.

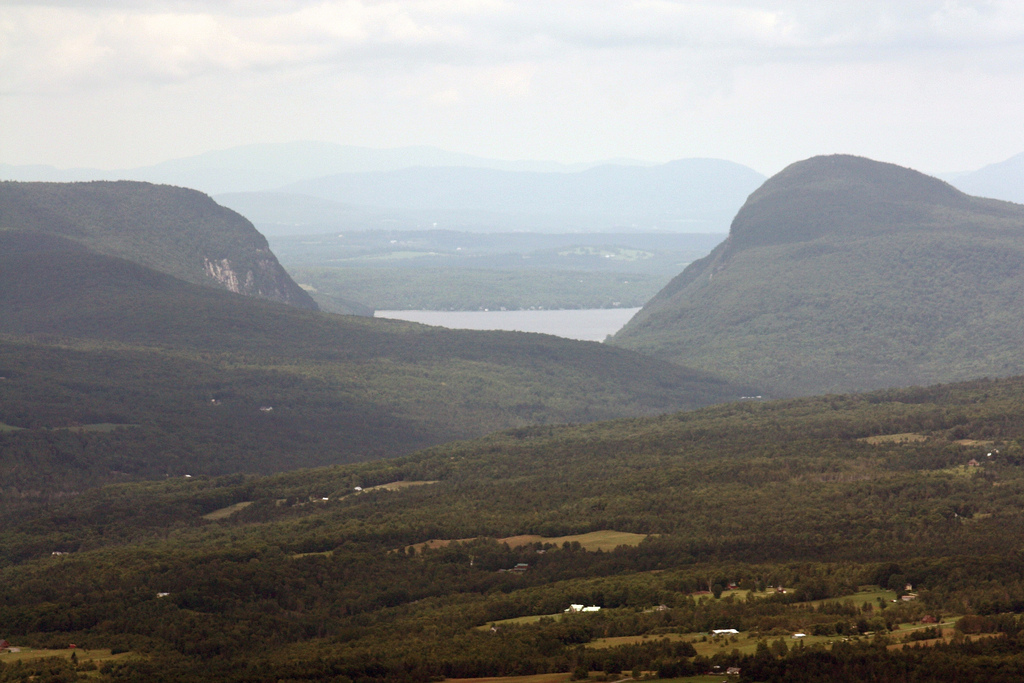
Vue du mont Pisgah depuis Burke Mountain.

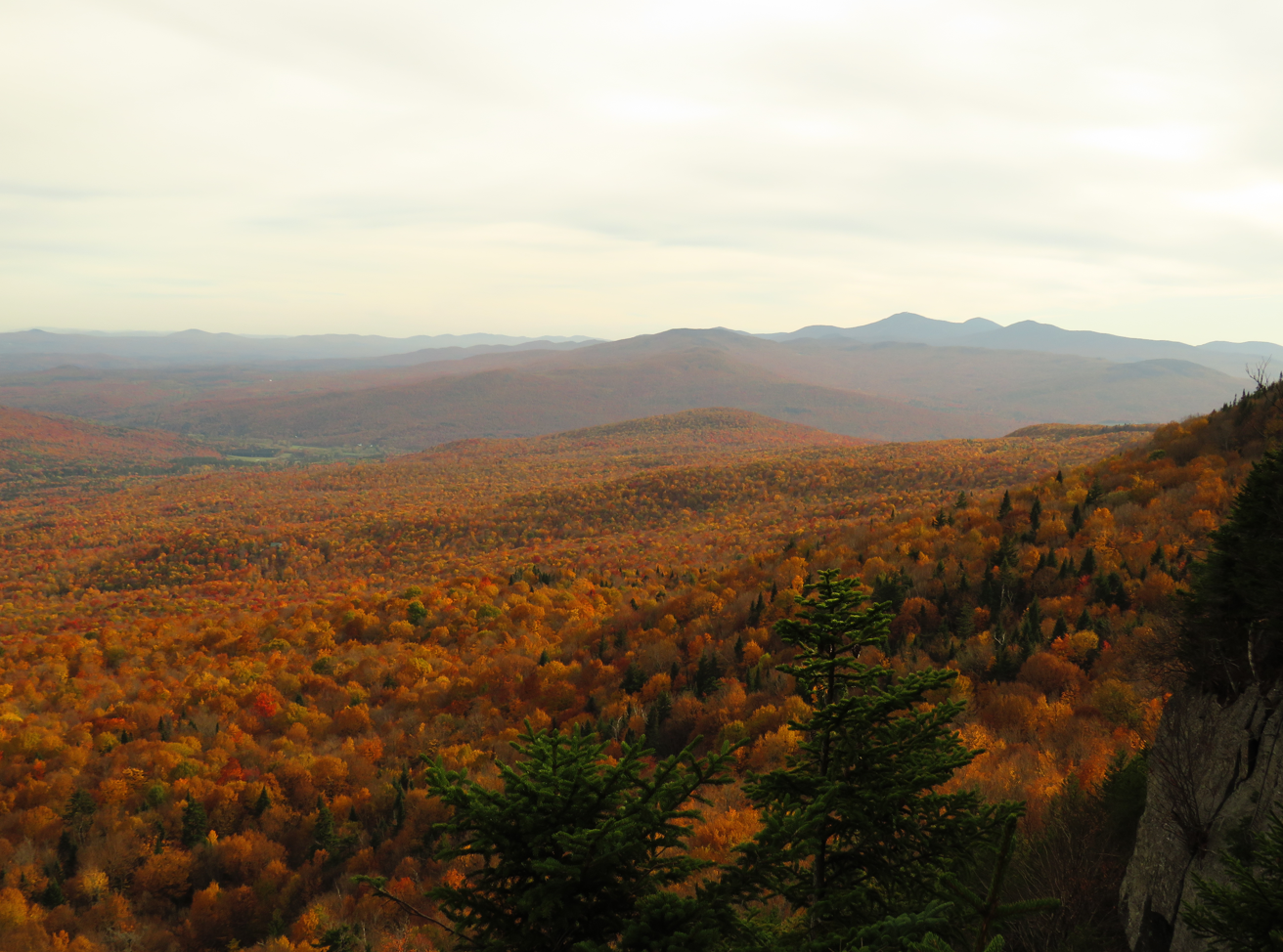
Vue depuis le mont Écho, dans la portion des montagnes Vertes se situant au Québec.

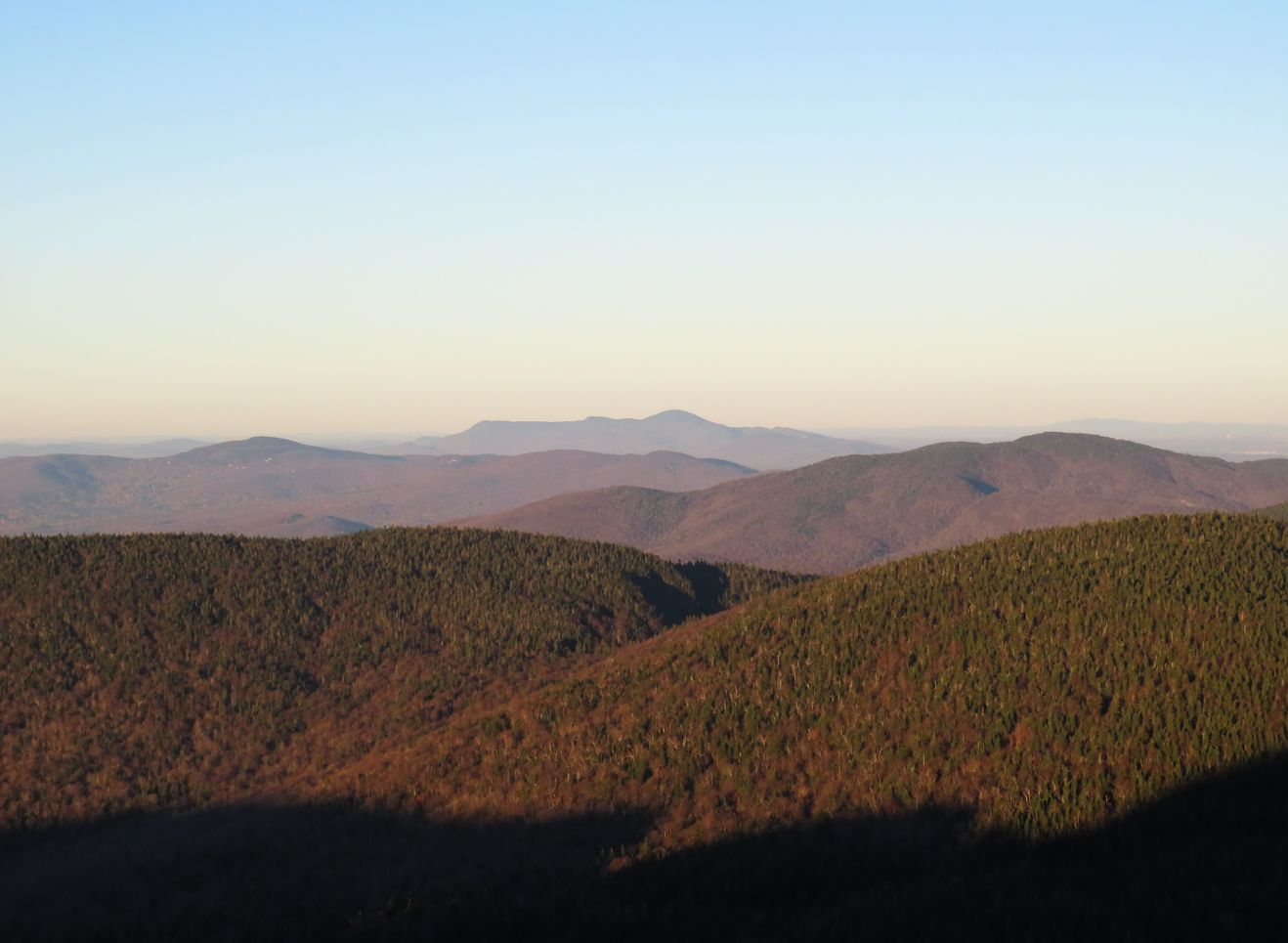
Vue des montagnes Vertes du Québec depuis le sommet Rond des monts Sutton. On aperçoit le mont Foster sur la gauche, au loin au centre c'est le mont Orford, puis sur le droite on retrouve le mont Singer.

Cette chaîne de montagnes fait environ 400 km de long et s'étend dans la direction nord-sud. Le mont Mansfield est le point culminant.
Les différentes montagnes qui font partie de cette chaîne sont les suivantes :
| Montagne                   | Altitude (mètres) | Localisation              |
| -------------------------- | ----------------- | ------------------------- |
| Mont Mansfield             | 1339              | Underhill                 |
| Pic Killington             | 1291              | Killington                |
| Mont Ellen                 | 1244              | Warren                    |
| Camel's Hump               | 1244              | Duxbury                   |
| Mont Abraham               | 1221              | Lincoln                   |
| Pic Lincoln                | 1212              | Warren                    |
| Pic Pico                   | 1206              | Killington                |
| Bear Head                  | 1201              | Enosburg Falls            |
| Little Killington          | 1201              | Mendon                    |
| Stratton Mountain          | 1201              | Stratton                  |
| Pic Jay                    | 1176              | Westfield                 |
| Equinox Mountain           | 1170              | Manchester                |
| Pic Mendon                 | 1170              | Mendon                    |
| Bread Loaf Mountain        | 1169              | Ripton                    |
| Pic Nancy Hanks            | 1162              | Warren                    |
| Pic Skye                   | 1158              | Killington                |
| Big Jay                    | 1154              | Montgomery                |
| Mont Wilson                | 1152              | Ripton                    |
| Dorset Mountain            | 1146              | Danby                     |
| Glastenbury Mountain       | 1142              | Glastenbury               |
| Pic Shrewsbury             | 1134              | Shrewsbury                |
| Sterling Mountain          | 1132              | Morristown                |
| Ethan Allen Mountain       | 1124              | Huntington                |
| Bolton Mountain            | 1122              | Bolton                    |
| Stark Mountain             | 1116              | Fayston                   |
| Mont Putnam                | 1110              | Worcester                 |
| Pic Madonna                | 1109              | Morristown                |
| Mont Grant                 | 1104              | Lincoln                   |
| Rams Head                  | 1097              | Killington                |
| Pic Snowdon                | 1095              | Killington                |
| Mont Snow                  | 1093              | West Dover                |
| Mont Hunger                | 1079              | Barnard                   |
| Mont Roosevelt             | 1075              | Ripton                    |
| Pic Farr                   | 1074              | Chittenden                |
| Haystack Mountain          | 1050              | Wilmington                |
| East Mountain              | 1048              | East Haven                |
| Pic Peru                   | 1045              | Peru                      |
| Pic Styles                 | 1034              | Peru                      |
| Signal Mountain            | 1027              | Groton                    |
| Mont Carmel                | 1026              | Chittenden                |
| Belvidere Mountain         | 1024              | Lowell                    |
| Ludlow Mountain            | 1019              | Ludlow                    |
| Gore Mountain              | 1016              | Norton                    |
| Cold Hollow Mountains      | 1015              | Belvidere                 |
| Bald Mountain              | 1010              | Westmore                  |
| Bromley Mountain           | 1001              | Peru                      |
| Worcester Mountain         | 998               | Worcester                 |
| Burke Mountain             | 995               | Burke                     |
| Haystack Mountain          | 982               | Lowell                    |
| Sommet Rond (Monts Sutton) | 962               | ville de Sutton au Québec |
| Monadnock Mountain         | 960               | Lemington                 |
| Mont Ascutney              | 957               | Windsor                   |
| Mont Aeolus                | 953               | Dorset                    |
| Grass Mountain             | 948               | Arlington                 |
| Mont Tabor                 | 928               | Peru                      |
| Mont Pisgah                | 839               | Westmore                  |
| Prospect Mountain          | 835               | Woodford                  |
| Mont Hor                   | 809               | Sutton (Vermont)          |
| Hogback Mountain           | 735               | Marlborough               |
| Barton Mountain            | 681               | Barton                    |
| Gile Mountain              | 571               | Norwich                   |
| Mont Ephraim               | 454               | Springfield               |
| Snake Mountain             | 392               | Addison                   |
| Mont Tom                   | 381               | Plymouth                  |

223 montagnes ont plus de 2 000 pieds d'altitude (600 mètres). Au sud, les montagnes Vertes deviennent les Berkshires dans le Massachusetts. La limite septentrionale est plus imprécise, certains les faisant arrêter aux monts Sutton, au Québec, mais d'autres les prolongeant jusqu'à la rivière Saint-François, voire la rivière Chaudière,,. À l'ouest, le lac Champlain sépare les montagnes Vertes des Adirondacks (État de New York). À l'est, le fleuve Connecticut les sépare des montagnes Blanches du New Hampshire. Toutes ces montagnes font partie des Appalaches, s'étendant du Québec à la Géorgie.

### Géologie
Les montagnes Vertes font partie de la chaîne des Appalaches. La chaîne est composée de roches sédimentaires métamorphisées, dont du schiste et de la phyllite. Elle est aussi composée de basalte ainsi que d'ophiolites, soit des morceaux de la lithosphère océanique et du manteau terrestre. De ces dernières formations sont extraits du talc et de l'amiante de haute qualité. Plusieurs gisements au sein des montagnes Vertes contiennent du granite. Les villes de Rutland et de Barre sont les centres traditionnels de marbre et de granite. Le Vermont est le plus grand producteur d'ardoise aux États-Unis.
La formation des montagnes Vertes est liée au même événement qui a formé les Appalaches ainsi que les montagnes de l'Écosse et les Alpes scandinaves. La formation de la chaîne a eu lieu au cours de l'orogenèse taconienne, le premier épisode de la formation des Appalaches. Au cours de l'Ordovicien moyen (vers 445 millions d'années BP), la progression de Laurentia s'est inversée et une fosse océanique s'est formée à l'est du continent. Les sédiments marins ainsi qu'une portion de la croûte océanique de l'océan Iapétus sont soulevés et déplacés de plusieurs centaines de kilomètres, élargissant sensiblement le continent.

### Climat

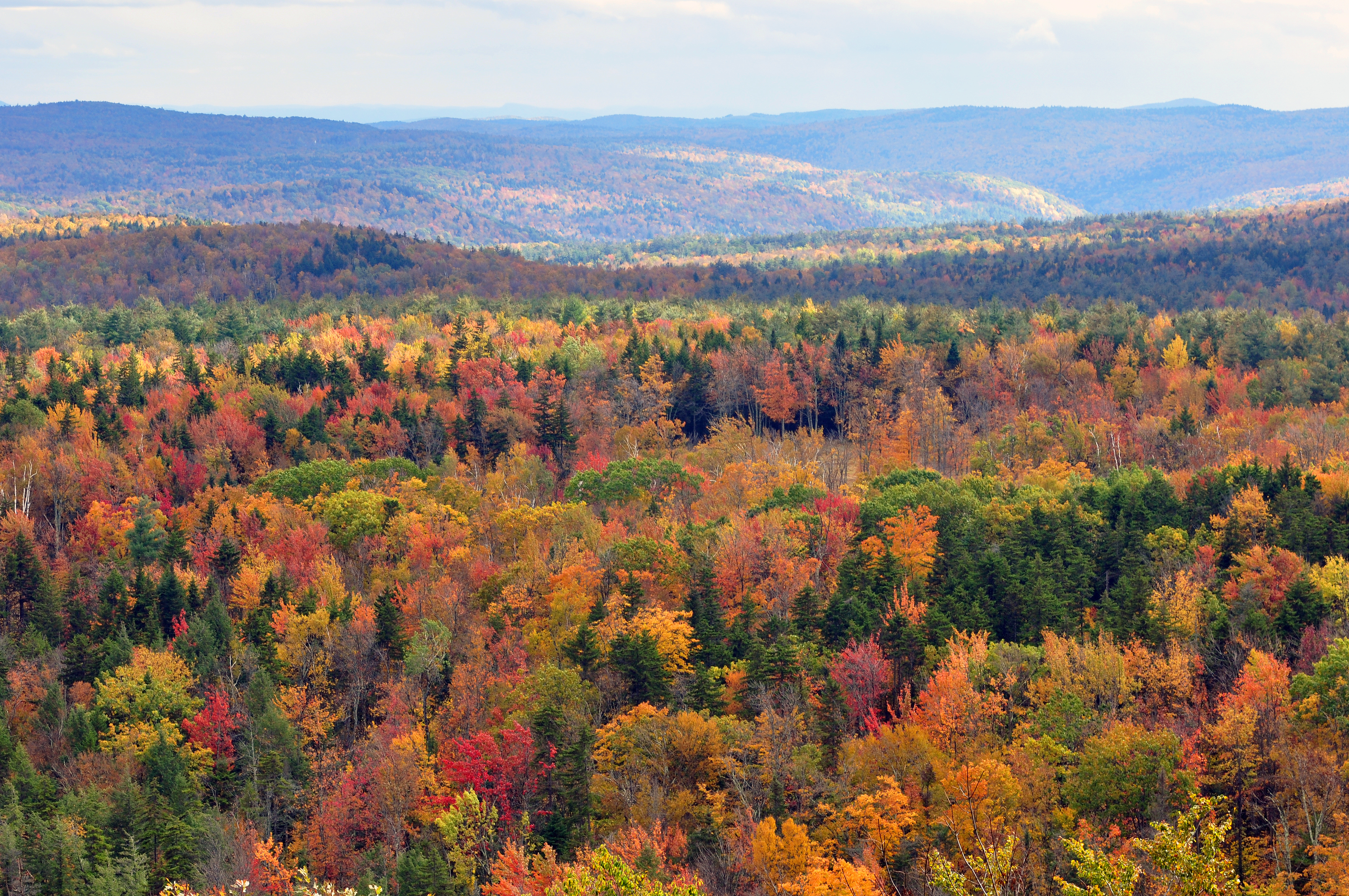
À l'automne, les montagnes Vertes se couvrent de coloris rouge, orange, et or.

Les montagnes Vertes ont un climat continental humide, avec des étés tempérés et humides et des hivers rigoureux qui sont particulièrement plus froids en altitude sur les sommets. La section nord des montagnes Vertes a souvent des moyennes de −12,2 °C plus froides que le sud des montagnes Vertes pendant l'hiver. Selon l'USDA, les zones de rusticité sont entre la zone 3b avec des températures de −37 °C dans les zones septentrionales des montagnes Vertes et la zone 5b avec des températures de −26 °C dans les vallées de la partie méridionale. Les chutes de neige moyennes varient selon l'altitude.
Les montagnes Vertes sont connues pour leur saison de boue au printemps. Plusieurs sentiers de randonnée sont ainsi fermés de mi-avril à fin mai afin de préserver les écosystèmes fragiles.

### Faune et flore

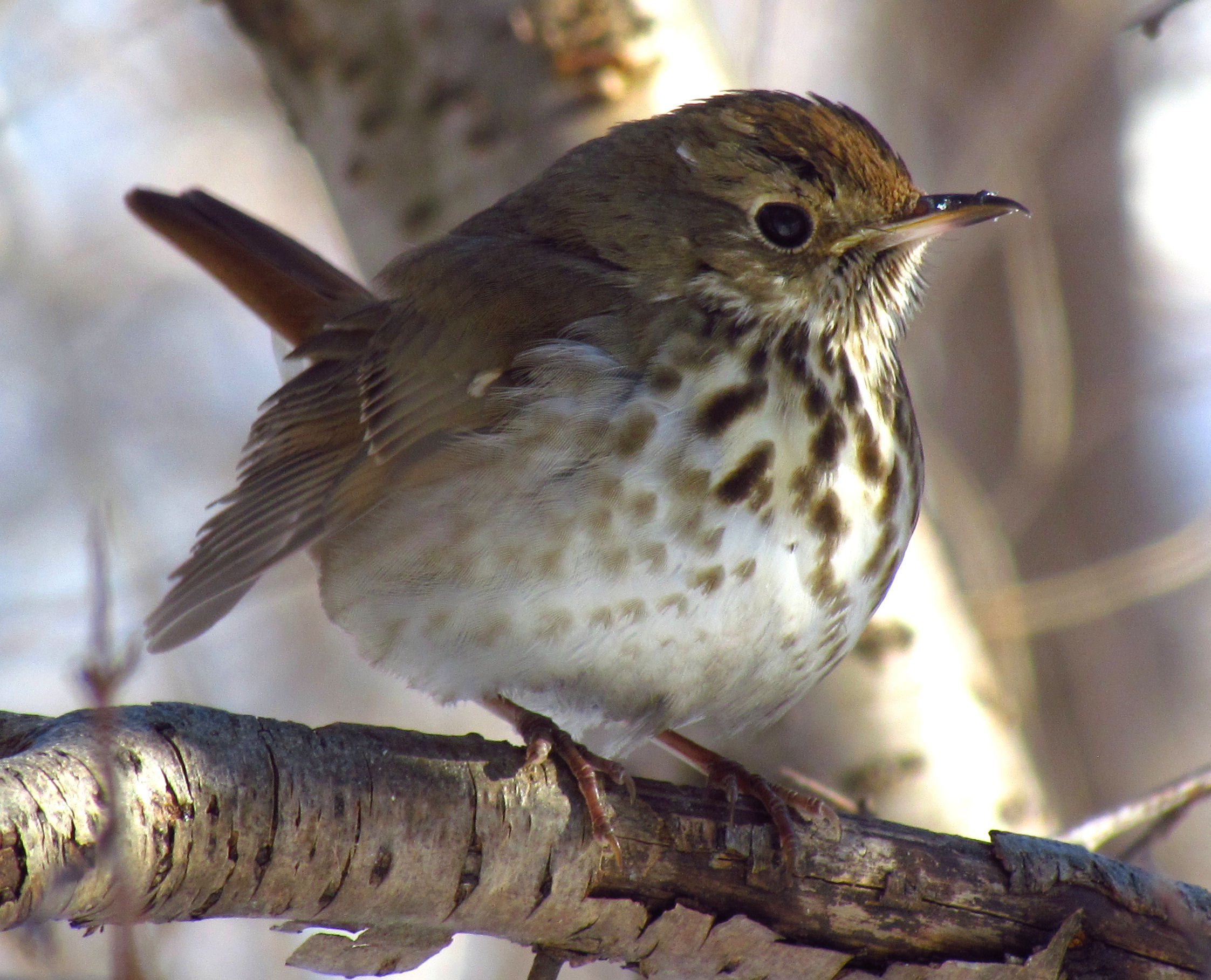
La Grive solitaire est l’emblème aviaire du Vermont.

Les montagnes Vertes sont composées de forêts de feuillus et de forêts mixtes. Une grande partie des sommets sont couverts par une forêt boréale dense de conifères. Quelques montagnes possèdent des sommets avec de délicats écosystèmes alpins, à l'instar du mont Mansfield et de Camel'S Hump.
Dans les montagnes Vertes vivent 41 espèces de reptiles et d'amphibiens, 89 espèces de poissons, dont 12 sont allochtones, 193 espèces d'oiseaux nicheurs, 58 espèces de mammifères, plus de 15 000 espèces d'insectes et 2 000 espèces de plantes supérieures, plus champignons, algues ; ils occupent 75 types d'écosystèmes naturels différents. Les forêts des montagnes Vertes possèdent une espèce de serpent venimeux, le crotale des bois de l'Est, qui vit dans le comté de Rutland. Au cours du XIXe siècle, les dindons sauvages ont été exterminés par une chasse excessive. Seize ont été réintroduits en 1969 et ils sont 45 000 individus en 2009.
Depuis 1970, la réduction des terres agricoles a entraîné le déclin d'oiseaux des zones arbustives, dont la Bécasse d'Amérique, le Moqueur roux, le Tohi à flancs roux, la Moucherolle des saules, la Paruline à ailes dorées, la Paruline à ailes bleues, le Bruant des champs, et l'Oriole de Baltimore. L'utilisation du DDT en agriculture dans les années 1950 et 1960 a détruit les œufs de nombreux oiseaux de proie. Plusieurs ont disparu des montagnes Vertes. Quelques espèces tels le Faucon pèlerin et le Balbuzard pêcheur ont recommencé à fréquenter certains sites dans les années 1990.

## Histoire

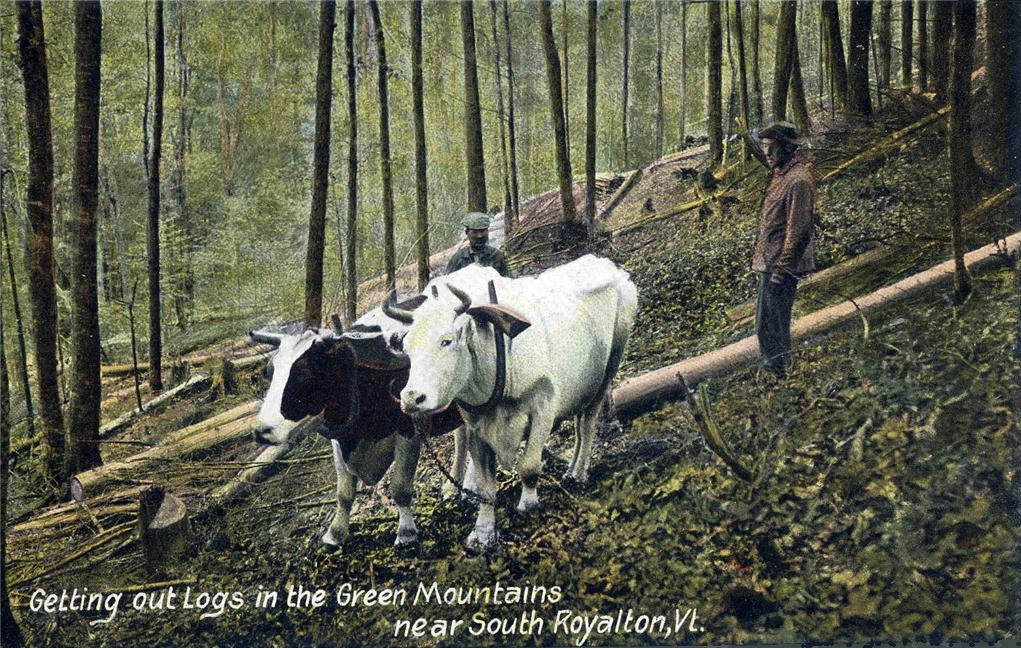
Défrichement vers 1907.

À l'origine habitée par deux grandes tribus amérindiennes, les Algonquins de langue abénaqui et les Iroquois, la majeure partie du territoire qui constitue aujourd'hui les montagnes Vertes était non-habitée par les colons européens. Après avoir été battue dans la guerre de Sept Ans, la France cède le territoire à la Grande-Bretagne en 1763. La fin de la guerre amène de nouveaux colons vers le Vermont mais la plupart s'établissent le long des rives du lac Champlain. Pendant de nombreuses décennies, les montagnes Vertes sont l’arrière-pays sauvage. Les premiers colonisateurs sont des bucherons et la coupe forestière est le principal moteur économique au cours du XIXe siècle. La colonisation se fait progressivement dans les vallées en remontant les rivières. Les premières industries sont liées à la transformation du bois. La construction de chemins de fer et de nouvelles routes aide l'exportation des produits de la forêt et l'augmentation des revenus. Au cours des cinquante dernières années, l'exploitation forestière est tombé en panne dans les forêts des montagnes Vertes. La plupart sont devenus des forêts secondaires, moins attrayantes pour l'industrie du bois. Malgré tout, l’État du Vermont encourage le reboisement et la réintroduction de certaines espèces d'arbres.

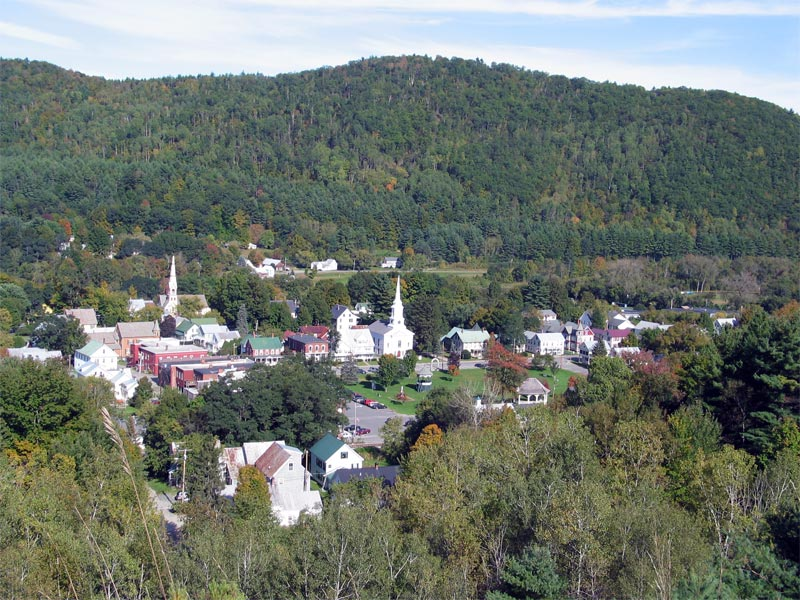
Vue d'un village typique des montagnes Vertes.

Le défrichement des vallées amène les premières productions agricoles et l'élevage bovin. Aujourd'hui c'est l'agriculture qui apporte le plus de revenus économique dans les montagnes Vertes. La production laitière, et avec elle la transformation en différents produits, constitue le moteur économique de la région. Pourtant, le nombre d'exploitations laitières a diminué de plus de 85 % depuis 1947. Le nombre de fermes laitières est en diminution de 10 % annuellement selon une commission d'enquête gouvernementale. Cependant la production de lait a doublé au cours de la même période en raison du triplement de la production par vache.
Une part importante et croissante de l'économie des montagnes Vertes se porte sur la fabrication et la vente de produits alimentaires artisanaux, des aliments de fantaisie, en partie par la mise en marché de la « marque Vermont certifiée » que l’État du Vermont gère et contrôle. Des exemples de ces spécialités alimentaires sont les fromages, le beurre d'érable du Vermont, la crème glacée Ben & Jerry's, le chocolat et plusieurs bières artisanales. De plus, il y a environ 2 000 producteurs de produits de l'érable en 2010. Plus de 3 500 000 litres de sirop d'érable ont été produits au printemps 2009. L'industrie du vin a commencé en 1985 dans les vallées et, en 2007, il existe 14 vignobles,,. L'agrotourisme est aussi en plein développement.

## Activités

### Tourisme
Depuis les années 1960, le tourisme est devenu une industrie importante dans les montagnes Vertes. Les principales activités sont la randonnée pédestre, le vélo tout-terrain, le ski de fond, le ski de descente, la raquette à neige, l'escalade en falaise. Malgré leur altitude modeste, les sommets des montagnes Vertes offrent de nombreuses vues panoramiques sur les paysages ruraux du Sud du Québec et du Vermont. Les nombreux lacs, étangs et réservoirs permettent la pêche sportive, la baignade et les sports nautiques. En hiver, les skieurs fréquentent les nombreuses stations de ski comme Stowe et Jay Peak. Hôtels, restaurants, magasins et boutiques, conçus pour attirer le tourisme, emploient de nombreuses résidents de la région.

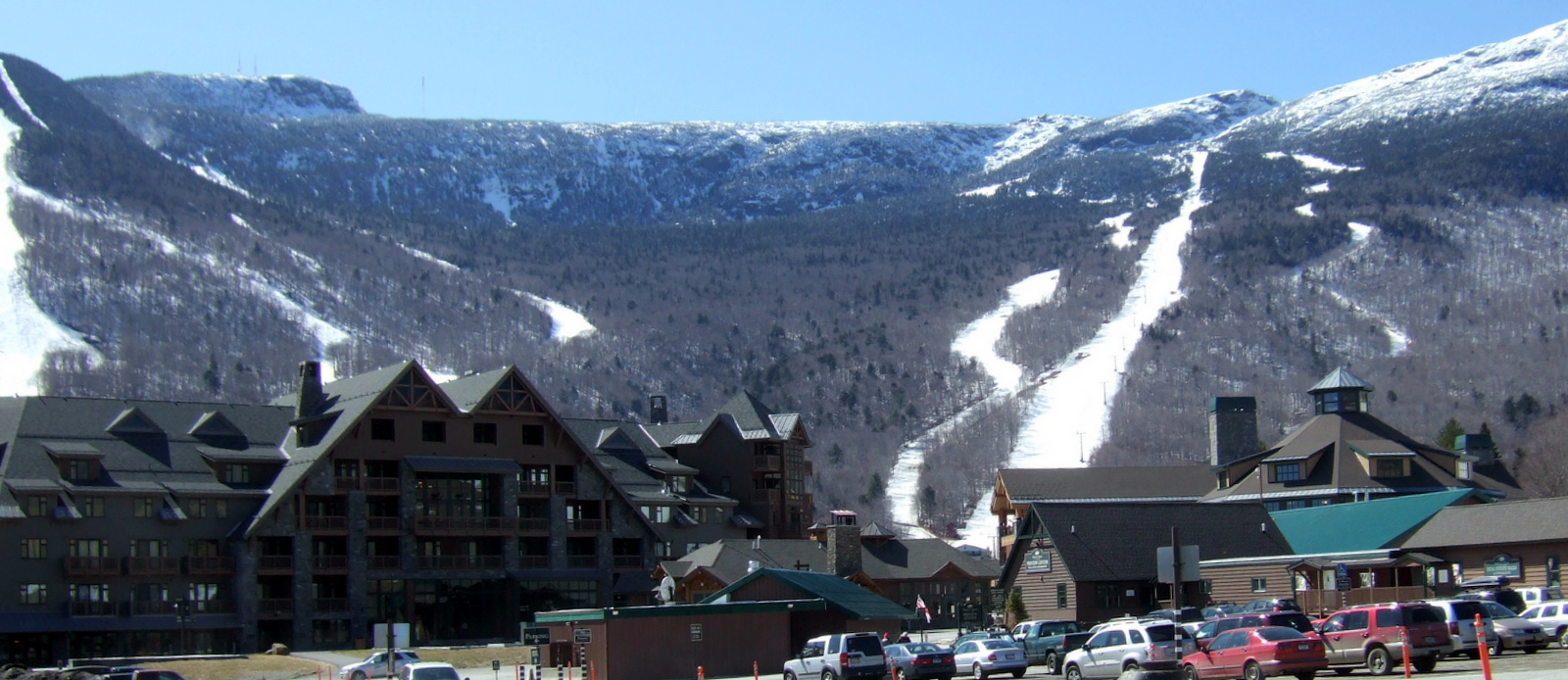
Vue de Stowe Mountain Resort.
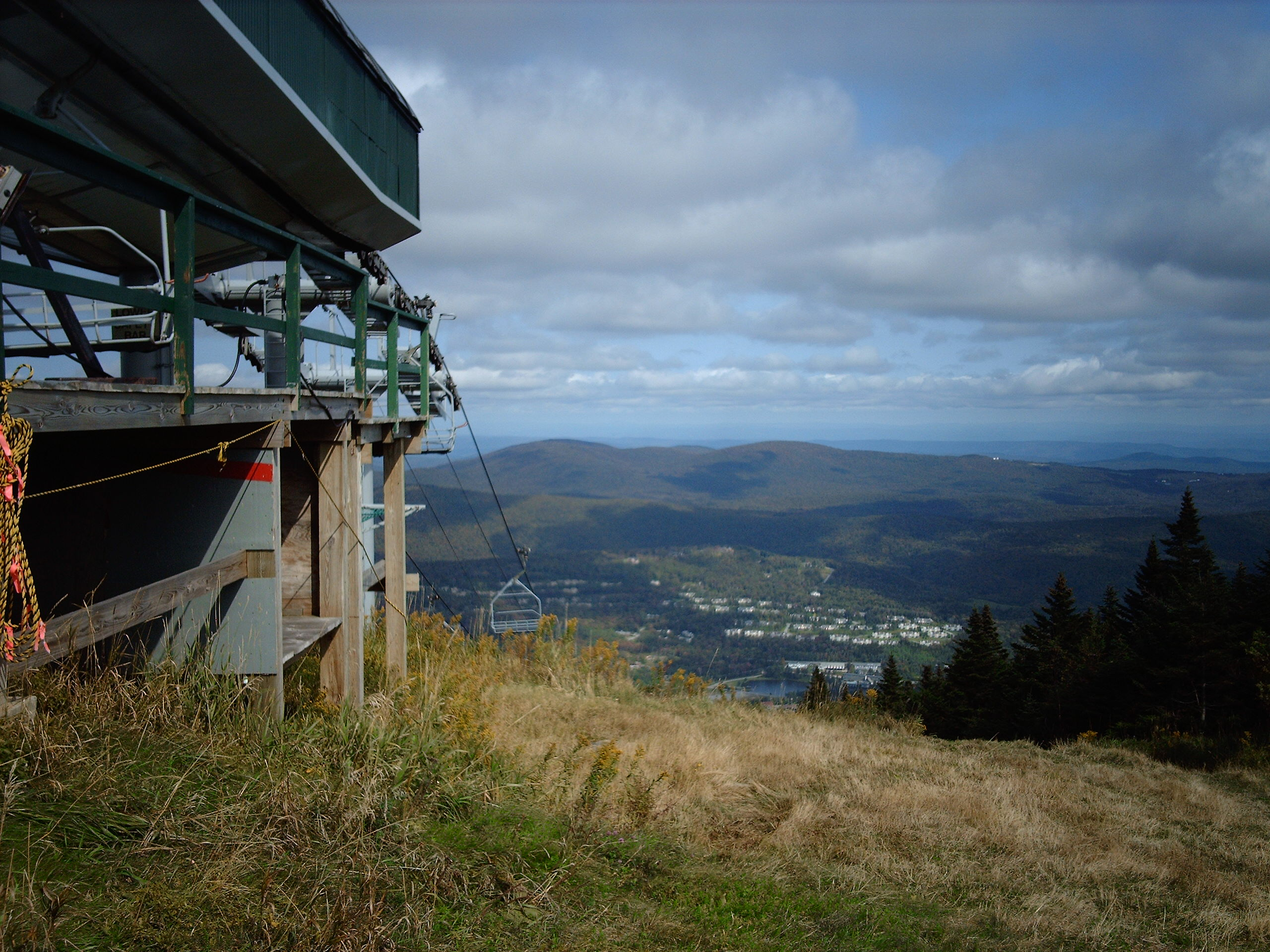
Vue d'un remonte-pente sur le mont Snow.
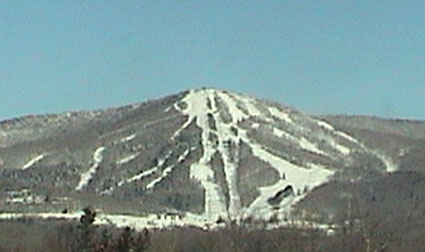
Vue du centre de ski de Bromley Mountain.
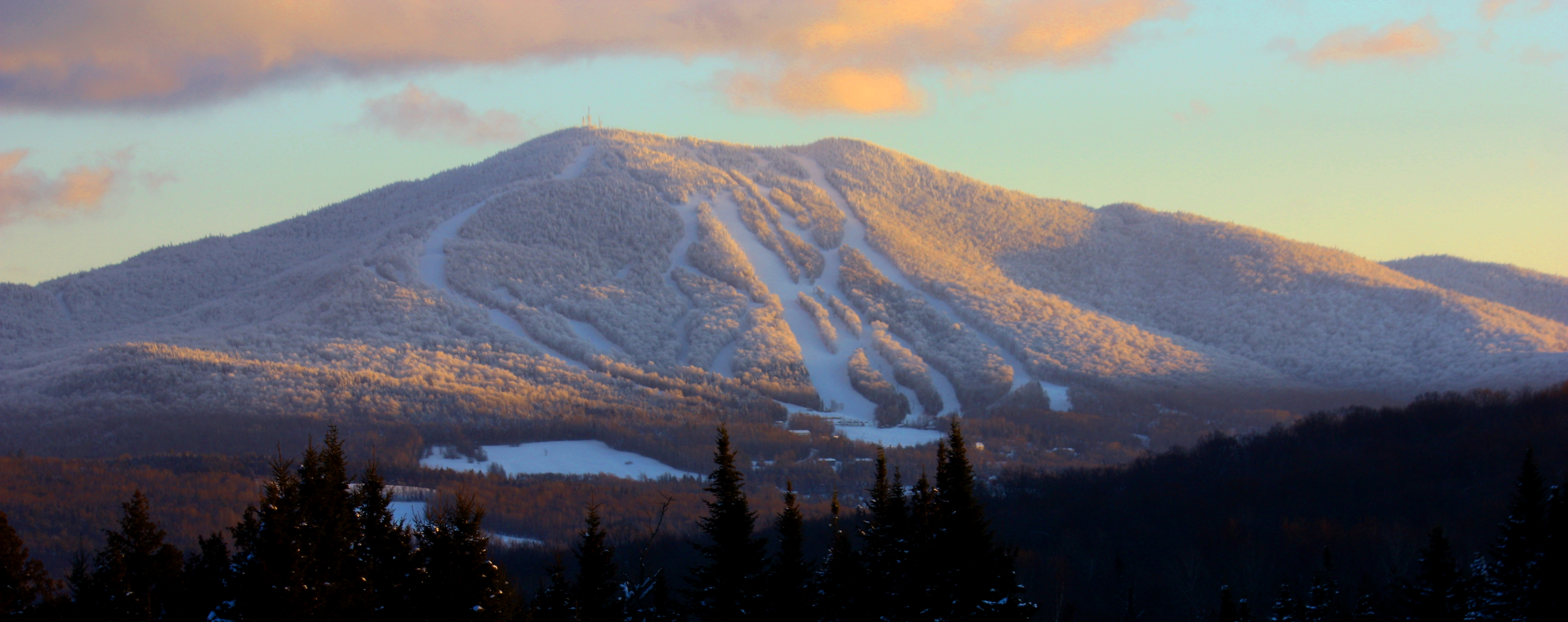
Vue du centre de ski de Burke Mountain.
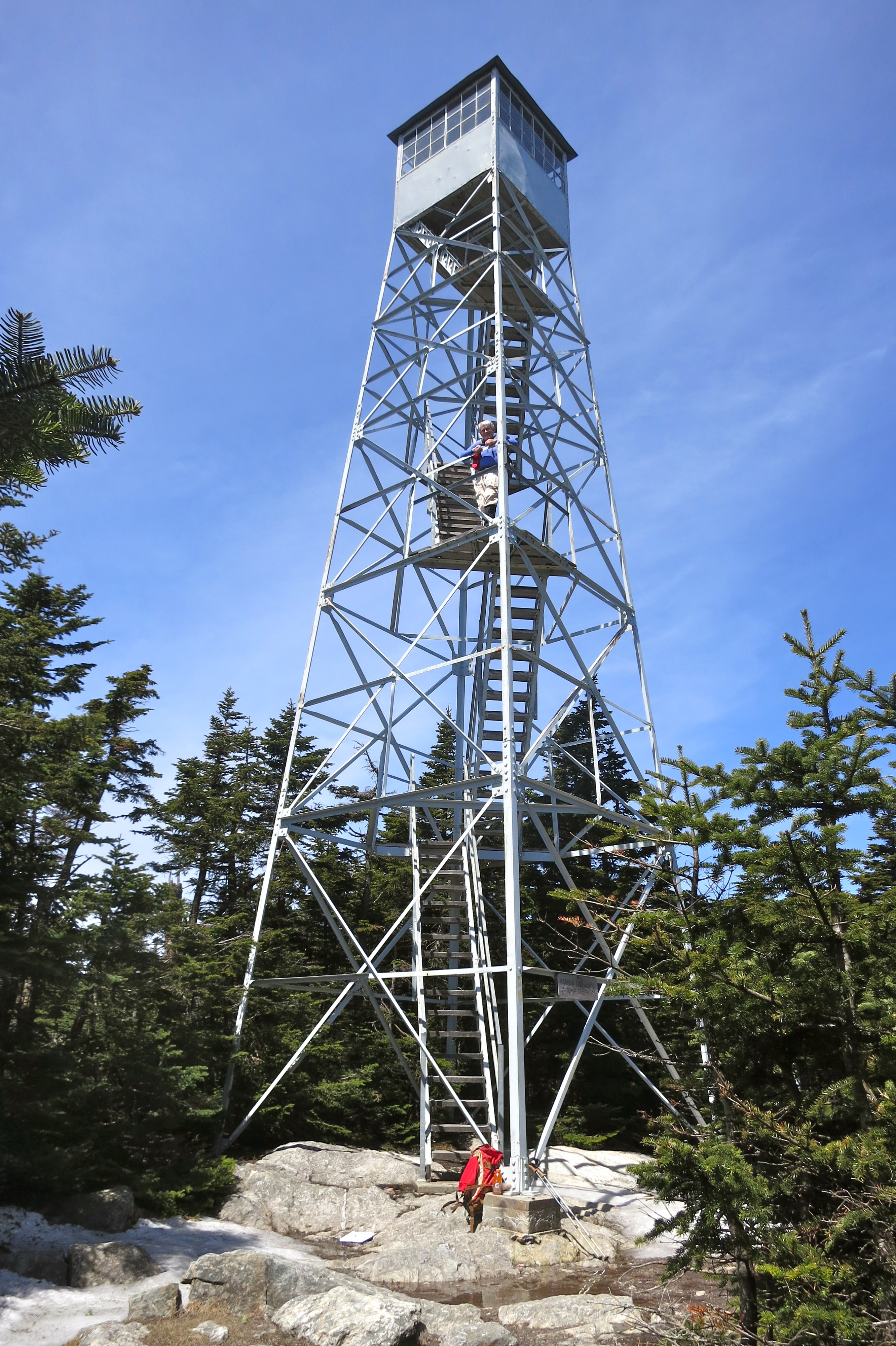
Tour de guet au sommet de Stratton Mountain.

### Randonnée

Logo du Green Mountain Club.

Les sommets majeurs des montagnes Vertes sont traversés par la Long Trail, un sentier de randonnée pédestre long de 438 km. Une portion de la Long Trail devient le sentier des Appalaches sur 160 km dans le Sud du Vermont. En outre, plus de 282 km de sentiers secondaires complètent la Long Trail dans les montagnes Vertes. Plusieurs sites de camping et des refuges se retrouvent tout le long de ces sentiers. La Long Trail se transformant en Catamount Trail est aussi beaucoup visitée durant de saison hivernale.
Ces sentiers sont entretenus par le Green Mountain Club créé en 1910. La Long Trail est le plus vieux réseau de sentiers de randonnée pédestre aux États-Unis. Les travaux ont commencé dans la région du mont Mansfield en 1912, et se sont terminés en 1930.

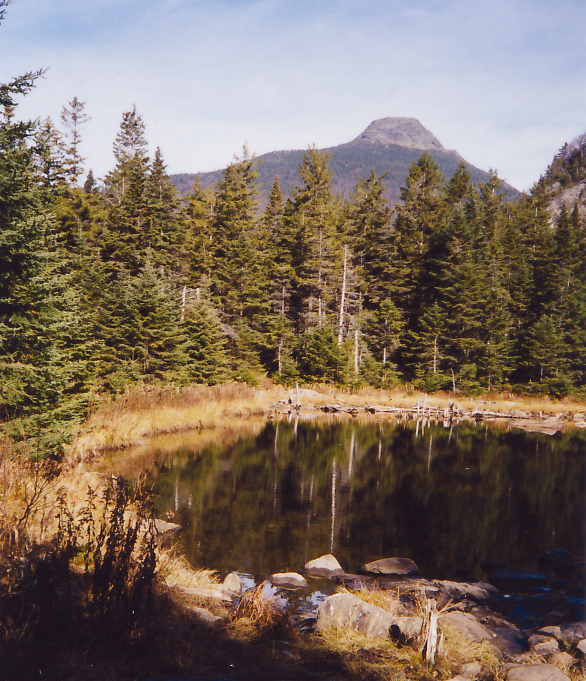
Vue du sommet de Camel's Hump depuis la Long Trail.

Chaque été des bénévoles travaillent sur l'entretien des sentiers, la construction de nouveaux refuges et l'entretien de ceux déjà existants. En 1971, la législature du Vermont a adopté une résolution qui reconnaît le Green Montain Club comme « le fondateur, le défenseur et protecteur » du réseau de sentiers Long Trail en coopération avec le ministère du Vermont des Forêts (le Vermont Department of Forests).

### Protection environnementale
La partie canadienne de la chaîne est protégée par la réserve naturelle des Montagnes-Vertes, il s'agit de la plus grande réserve naturelle privée du Canada à l'est des montagnes Rocheuses.
Dans la partie américaine des montagnes Vertes, l’État du Vermont entretient plus de cinquante petits parcs d'État. L’État fédéral pour sa part, administre la forêt nationale de Green Mountain qui est une zone nationale protégée.